# کتسیبیوس (دهانه)
کتسیبیوس یک دهانه برخوردی در ماه‌ است.